# 11574 d'Alviella
11574 d'Alviella este un asteroid din centura principală de asteroizi.

## Descriere
11574 d'Alviella este un asteroid din centura principală de asteroizi. A fost descoperit pe 16 ianuarie 1994 la Caussols de Eric Walter Elst. Asteroidul prezintă o orbită caracterizată de o semiaxă mare de 2,29 ua, o excentricitate de 0,25 și o înclinație de 11,8° în raport cu ecliptica.